# 迅猛鱷屬

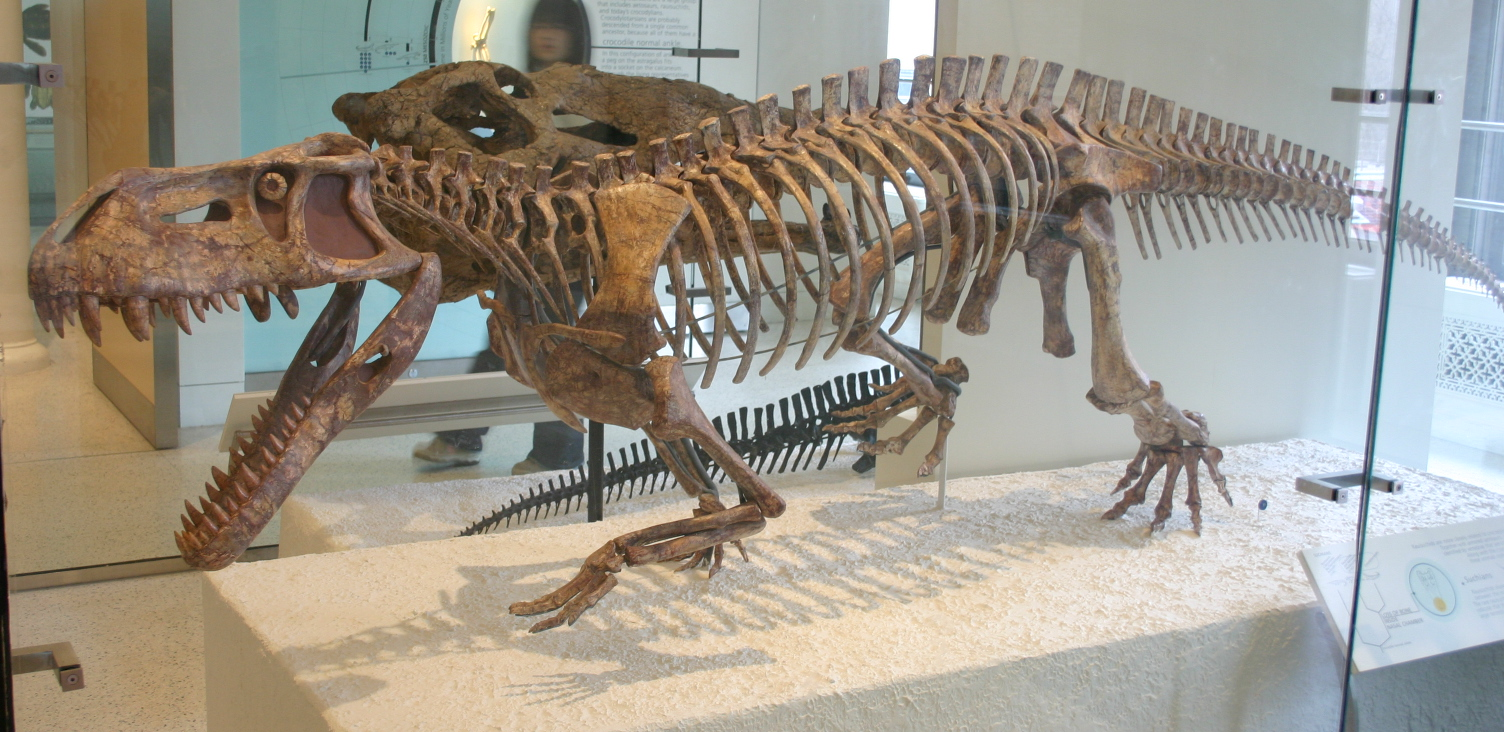
迅猛鱷化石 - 美國自然史博物館

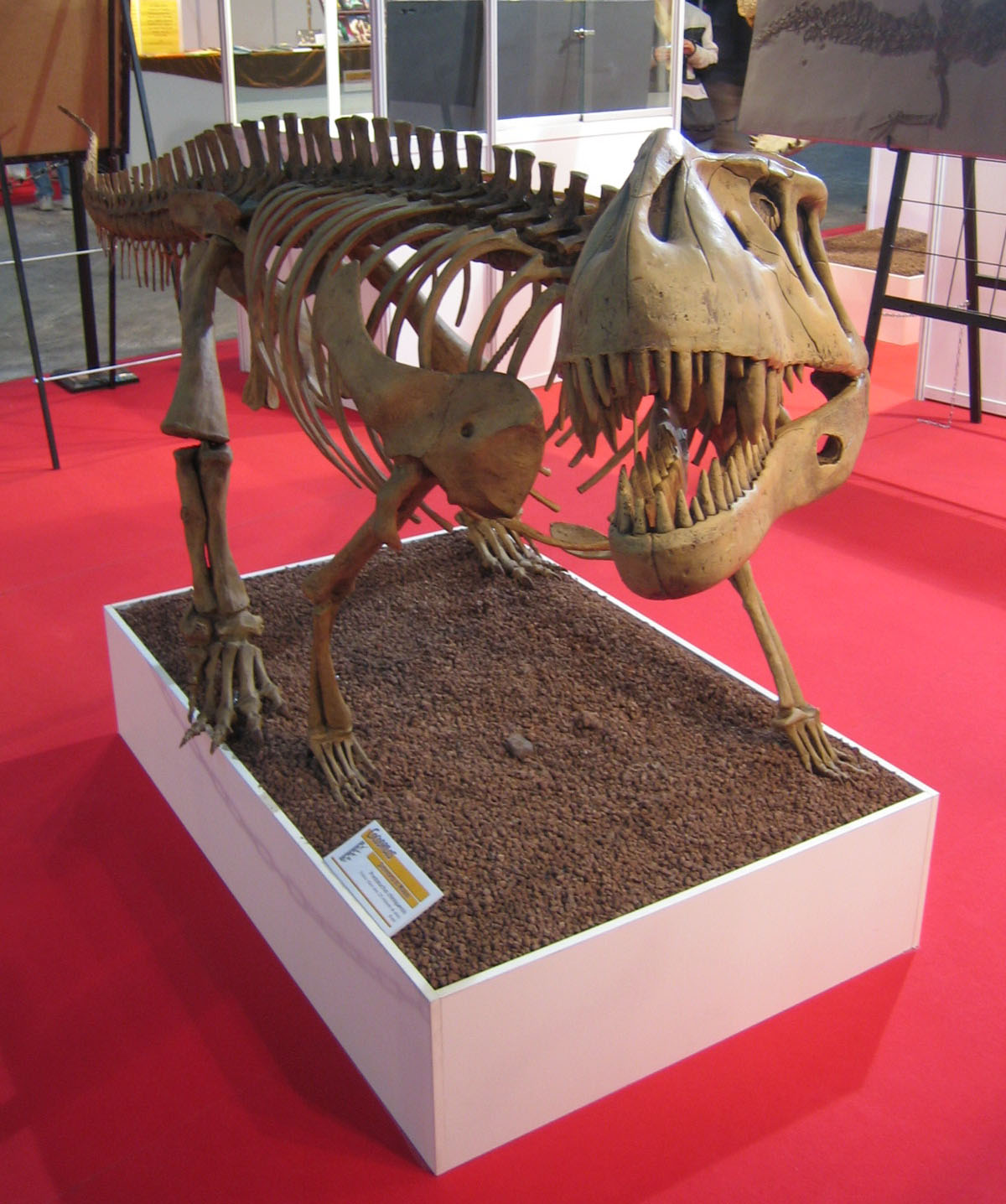
迅猛鱷化石的骨骼

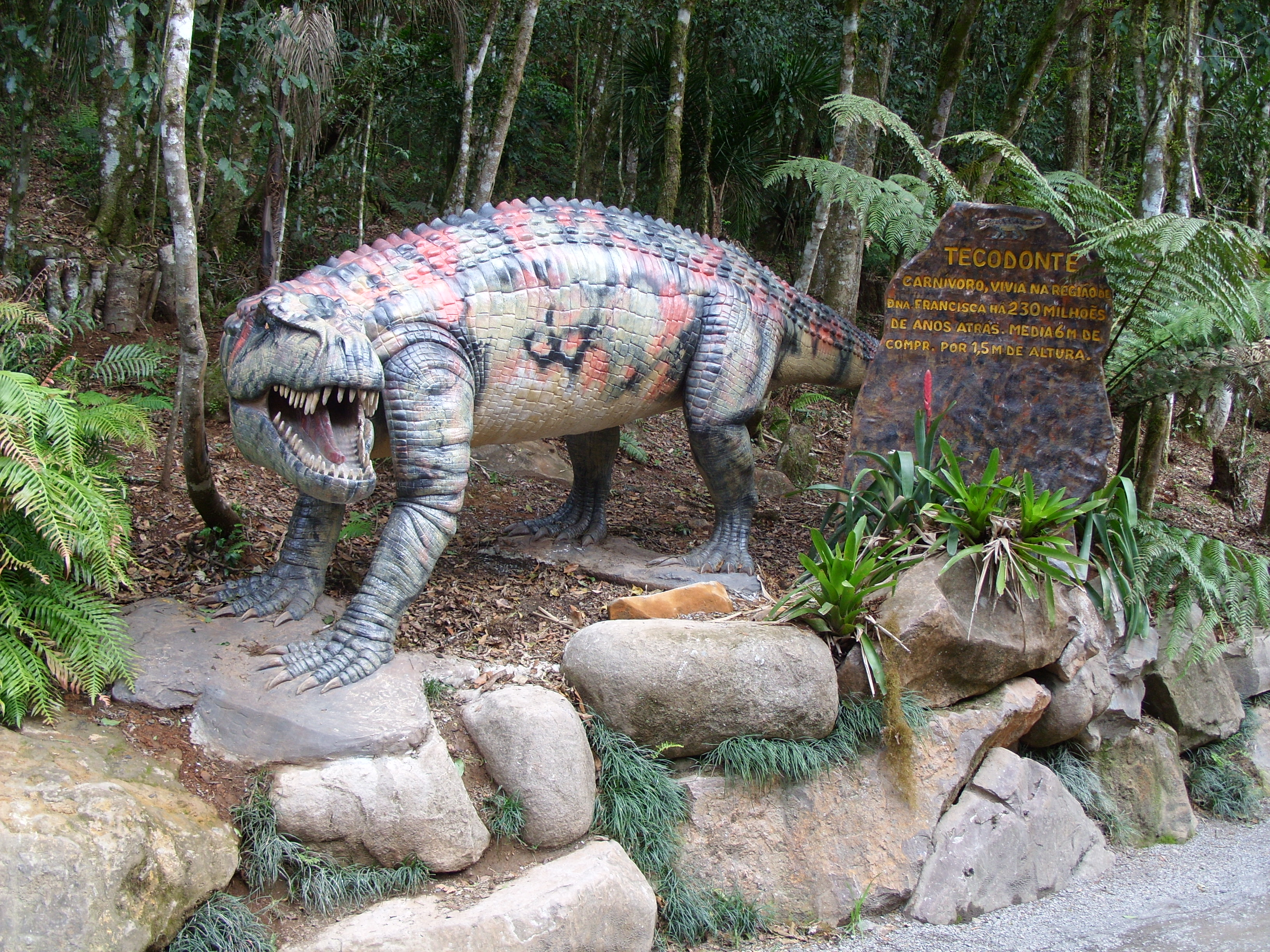
迅猛鱷的重建模型

迅猛鱷屬（屬名：Prestosuchus）又名布里斯托鱷，屬於迅猛鱷科。如同牠的迅猛鱷科近親，迅猛鱷擁有縱深的頭顱，以及鋸齒狀牙齒。迅猛鱷生存於中三疊紀的巴西。成年迅猛鱷的身長為5-7公尺。迅猛鱷的外表類似恐龍，因為牠們的大型身體與直立姿勢；但牠們其實是主龍類，是恐龍的近親。迅猛鱷是種伏擊掠食動物，以小型動物為食（例如舟爪龍）。迅猛鱷的腿部強壯，顯示牠們可以快速奔跑。迅猛鱷的近親有蜥鱷、波斯特鱷。
迅猛鱷的化石是在1938年由德國古生物學家弗雷德里克·馮·休尼（Friedrich von Huene）發現，他當時在巴西南里奧格蘭德州旅行中；這個地區後來成為Paleorrota地質公園。在2010年，巴西路德大學的化石挖掘團隊，在南里奧格蘭德州發燕一個相當完整的身體骨骼，包含保良好的後肢。

## 外部連結
- Drawing of Prestosuchus chiniquensis （页面存档备份，存于）
- Dinosaurs of Rio grande do Sul.
- Brazilian Society of Paleontology.
- Palaeos.com: Prestosuchidae